# Iolanda Balaş
Iolanda Balaş, posteriorment també anomenada Iolanda Söter, (Timişoara, 12 de desembre de 1936 -Bucarest, 11 de març de 2016) fou una atleta romanesa, guanyadora de dues medalles olímpiques i considerada una de les millors saltadores d'alçada de la història.

## Biografia
Va néixer el 12 de desembre de 1936 a la ciutat de Timişoara, població situada al Regne de Romania i que avui dia forma part de Romania. Es casà amb Ian Söter, el seu entrenador personal, del qual en prengué el nom.

## Carrera esportiva
Va participar, als 19 anys, en els Jocs Olímpics d'Estiu de 1956 realitzats a Melbourne (Austràlia), on tot i ser una de les grans favorites va finalitzar en cinquena posició, guanyant així un diploma olímpic. En els Jocs Olímpics d'Estiu de 1960 realitzats a Roma (Itàlia) aconseguí guanyar la medalla d'or, un metall que repetí en els Jocs Olímpics d'Estiu de 1964 realitzats a Tòquio (Japó), establint sengles rècords olímpics en la competició olímpica.
Entre 1957 i 1966 aconseguí guanyar de forma consecutiva 150 proves atlètiques, i realitzà 13 nous rècords del món en la disciplina, passant dels 1.75 m. als 1.91 metres.
Al llarg de la seva carrera guanyà tres medalles en el Campionat d'Europa d'atletisme, dues d'elles d'or, i dues medalles d'or a les Universíades.
Entre 1988 i 2005 fou presidenta de la Federació Romanesa d'atletisme.